# Musikhuset Posten
Musikhuset Posten er beliggende i Odense og er sammen med  Musikhuset Dexter det regionale spillested på Fyn. 
Spillestedet er indrettet i et tidligere pakkeposthus ved siden af Odense Banegård og blev indviet i 1984 under navnet "Rytmeposten". Siden 2000 har det været regionalt spillested. I 2007 blev en tilbygning med en ny stor sal med plads til 900 tilskuere indviet. Ved samme lejlighed skiftede stedet navn.
Statens Kunstfonds Projektstøtteudvalg for Musik genudpegede i maj 2016 spillestedet Posten/Dexter som regionalt spillested for perioden 2017-2020. 
Spillestedet har kunstnere inden for en lange række forskellige genrer, men har fokus på rock og rockrelaterede genrer. 
Musikhuset Posten ejes af Odense Kommune og drives af Den Erhvervsdrivende Fond Odense Live Fonden.  Spillestedsleder er Morten Østlund. 
Posten er sponsor af PHONO Festival og har et samarbejde med festivalen Jam Days, som indebærer varetagele af preproduktion, økonomistyring, koncertafvikling og PR.
Foruden spillestedet, driver Posten også Albani Rock Lounge, der har til huse i samme bygning. 

## Fakta
Spillestedet Posten har plads til 900 stående gæster og 350 ved siddekoncerter. Mindre koncerter kan afholdes på den gamle scene, hvor der er plads til 300 stående og 100 siddende gæster. 
Der er omkring 150 frivillige tilknyttet Posten/Dexter, hvilket udgør 75 % af de ansatte. Under koncerter står frivillige for drift af bar, entre, garderobe, scenehjælp og afrydning.
Det forventes, at der på Posten afholdes i alt 110 koncerter årligt med betalende gæster, og i alt over 200 årlige arrangementer.

## Historie

### Øvelokaleforeningen 1984-1986
Musikhuset Posten, tidligere Rytmeposten, blev grundlagt 1. november 1984, da Odense Musikudvalg og daværende kulturrådmand i Odense Kommune, Søren Møller, tog initiativ til at omdanne det nedlagte pakkeposthus ved siden af den daværende Odense Banegård til øvelokaler. Øvelokalerne blev drevet af musikforeningen Rytmus, der var en del af amatørernes paraplyorganisation Odense Rytme Center (senere Odense Øvelokaleforening).
Bygningen havde fungeret som posthus fra opførelsen i 1916 og frem til 1982.
Stedet blev etableret som selvejende institution og fik navnet Rytmeposten og sloganet ”Musik er bedre end fast arbejde”. Under etableringen de første par år blev stedet ledet af Poul Jørgensen og Egon Schlosser. Rytmeposten var dog ikke et regulært spillested før 1986.
I 1984 afholdes Odense Internationale Plademesse for første gang på Posten og er siden blevet holdt samme sted to gange årligt.

### Fra undergrund til regionalt spillested
Første koncert blev holdt anden juledag i 1986. Spillestedets første daglige leder var Steen Malmquist, som havde været med til at grundlægge både spillestedet og øvelokaleforeningen Rytmus.
I 1990 blev lederposten overtaget af Palle Skov, der I de tidlige halvfemsere gav spillestedet en musikprofil med fokus på ørkenrock og andre subgenrer af undergrundsrocken.
I 1997 tiltræder Jan Aaskov som leder af Rytmeposten. Han kom med en baggrund som mangeårig indehaver af den alternative pladebutik Van Rock i Odense.
I maj 1999 overtog Rytmeposten lejemålet og driften af Jazzhus Dexter på Vindegade 65 og blev således udvidet med en scene, hvor der blev præsenteret hovedsagligt moderne jazz samt beslægtede genrer såsom blues, folk og World Music.
Rytmeposten bliver sammen med Jazzhus Dexter udnævnt til regionalt spillested i 2000 af Statens Musikråd og har beholdt denne status lige siden.

### Udbygning og økonomiske problemer
I 2006 undergår Rytmeposten en markant udbygning og renovering, der fordobler spillestedets publikumskapacitet. Byggeriet kostede 15 millioner og var primært finansieret af Odense Kommune og Fyns Amt. Udbygningen betød, at Rytmeposten var lukket i 15 måneder.
Undervejs, i foråret 2006, blev den daglige leder af spillestederne, Jan Aaskov, afskediget af bestyrelsen under en periode med pressedækning af spillestedets økonomi. I stedet ansatte Bestyrelsen Niels-Jørgen Simonsen som ny spillestedsleder.
1. marts 2007 genåbnede Rytmeposten og blev ved samme lejlighed omdøbt til Post1 (udtales Posten). Byggeriet var dog blevet dyrere end forventet, og eftersom publikumstallene efter genåbningen heller ikke levede op til forventningerne, opbyggede den selvejende institution i 2007 og 2008 en stor gæld til Odense Kommune.
I slutningen af 2008 blev spillestedets økonomiske situation og gældsbyrde forværret og ved udgangen af året traf bestyrelsen beslutning om at fyre alle ansatte – herunder spillestedschef Niels-Jørgen Simonsen – og opløse bestyrelsen. Som reaktion på dette blev en ”Støttegruppe til bevarelsen af Posten & Dexter” oprettet på Facebook. Gruppen afholdte en demonstration i Kongens Have, hvor de appellerede til Odense Kommune om at tage initiativ til at redde spillestederne fra lukning. Kort efter meddelte by- og kulturrådmand Anker Boye, at Posten og Dexter skulle fortsatte som spillesteder.
Den 17. december 2008 blev alle spillestedets ansatte genansat med undtagelse af spillestedsleder Niels-Jørgen Simonsen. I stedet konstitueres Postens produktionschef Morten Østlund som spillestedsleder.

### Kommunal institution 2009-2012
Posten og Dexter blev overtaget af Odense Kommune d. 1. januar 2009, og der blev indsat en todelt ledelse delt mellem de to spillestedsledere Thomas de Mik og Morten Østlund. Det regionale spillested Posten/Dexter ophørte dermed som selvejende institution, men blev drevet videre af Odense Kommune som kommunal institution. Odense Kommune overtog spillestedets gæld, forpligtigelser og ansatte. Fra 2009 indgik Kunstrådets Musikudvalg en ny fire-årig driftsaftale for det regionale spillested Posten/Dexter med Odense Kommune som driftsansvarlig.
Posten fortsatte som kommunal institution indtil den erhvervsdrivende fond Odense Live Fonden som planlagt overtog driften i 2012.

### Odense Live Fonden 2012-
Posten/Dexter overgik i maj 2012 fra kommunal administration til erhvervsdrivende fond, og kort efter genudpeges spillestedet som regionalt spillested af Musikudvalget under Statens Kunstråd for perioden 2013-2016. Der indgås både driftsaftale og leje- og inventaraftale mellem Odense Kommune og Odense Live Fonden, idet Odense Kommune stadig yder tilskud til spillestedets drift og er ejer af bygninger og inventar.
I 2015 ombyggede Musikhuset Posten det gamle tørreloft under tagkonstruktionen på spillestedet til lounge og konferencelokale med plads til 70 personer.
Spillestedet Posten/Dexter blev i maj 2016 genudpeget som regionalt spillested og sikrede sig dermed et årligt tilskud på 2.300.000 kr. fra Statens Kunstfonds Projektstøtteudvalg for Musik i perioden 2017-2020. Det svarer til en videreførelse af tilskuddet modtaget i 2013-2016. Som del af den regionale spillestedsaftale for 2017-2020 har Posten indgået samarbejdsaftaler med spillestederne Harders i Svendborg og Tobaksgaarden i Assens samt Kansas City i Odense.

## Optrædende kunstnere
Blandt de internationale kunstnere, der i tidens løb har optrådt på Musikhuset Posten er:
- Napalm Death 1996
- John Cale 3/4-1997
- In Flames 2/4-1997
- Mercury Rev 29/1-1999
- Sigur Rós 27/1-2000
- Mastodon 1/4 2003
- Sufjan Stevens 2/6-2004
- Bloodhound Gang 30/5-2007
- Morrissey 15/6-2009
- Joe Bonamassa 30/7-2009
- Kelis 25/6-2010
- Iron & Wine 15/8-2011
- Billy Idol 2/7-2012
- Ice Cube 12/8-2012
- Thin Lizzy 26/11-2012
- Halestorm 16/4-2014
- Joe Satriani 16/6-2014
- Xzibit 14/10-2015
- Simple Minds 11/3-2015
- The Wombats 21/3-2015
- The Game 23/1-2016

## Samarbejde og initiativer

### Odense Live Sponsorforening
70 virksomheder er medlemmer af sponsorforeningen, der hver år uddeler Odense Live Prisen og Odense Live talentprisen til en årlig prisfest på Musikhuset Posten.

### Odense Internationale Plademesse
Odense Internationale Plademesse er blevet afholdt på Posten to gange om året siden 1984.